# Major Owens
Major Robert Odell Owens (Collierville, 28 giugno 1936 – New York, 21 ottobre 2013) è stato un politico statunitense, membro della Camera dei Rappresentanti per lo stato di New York dal 1983 al 2007.

## Biografia
Nato in Tennessee, Owens studiò alla Clark Atlanta University e successivamente lavorò come bibliotecario.
Entrato in politica con il Partito Democratico, lavorò per il sindaco di New York John Lindsay e poi nel 1975 entrò a far parte della legislatura dello stato di New York, dove restò per sette anni.
Nel 1982 venne eletto alla Camera dei Rappresentanti succedendo a Shirley Chisholm e negli anni successivi fu riconfermato per altri undici mandati, fin quando nel 2006 annunciò il suo ritiro e lasciò il Congresso dopo trent'anni di permanenza. Morì all'età di settantasette anni nell'ottobre del 2013.
Ideologicamente Owens era considerato un liberale ed era membro del Congressional Progressive Caucus. Con la prima moglie Ethel ebbe tre figli, tra cui l'attore Geoffrey.